# Ernst-Joachim Brunke
Ernst-Joachim Brunke (* 19. März 1946 in Lutter am Barenberge; † 16. Juli 1995 in den Vereinigten Staaten) war ein deutscher Chemiker.

## Leben
Ernst-Joachim Brunke, Sohn des Bundesbahnbeamten Ernst Brunke und Lotte, geb. Mehrmann, besuchte ab 1952 die Grundschule in Lutter und anschließend die Volksschule Leonhardstraße in Braunschweig. Von 1956 bis März 1964 war er Schüler der dortigen Gaußschule, einem neusprachlichen und mathematisch naturwissenschaftlichen Gymnasium.
Brunke studierte Chemie an der TU Braunschweig und erwarb 1971, nach Unterbrechung durch den Wehrdienst, sein Diplom. Bei Herbert Wolf am Institut für Organische Chemie wurde er im Juli 1974 promoviert. 
Bei Dragoco trat er dem Forschungsteam unter Erich Klein bei. Als Klein ins Management wechselte, stieg er zum stellvertretenden Forschungsdirektor auf und im Januar 1986 zum Leiter der Forschungsabteilung. Ihm wurden 140 Patente erteilt.
1989 trat er der Redaktion des Journal of Essential Oil Research bei. Im April 1992 war er auf einem Meeting der American Chemical Society in San Francisco, wobei er seinem ornithologischen Hobby nachging. 1995 verstarb er beim Mountainbiking in den Vereinigten Staaten.

## Veröffentlichungen
- Ernst-Joachim Brunke: 20-methyl-85alpha , 145xi -pregna-4-en-3-on. Dissertation, Braunschweig, 1974 (Vita in Diss., S. 193)